# Mathilde van Limburg Stirum

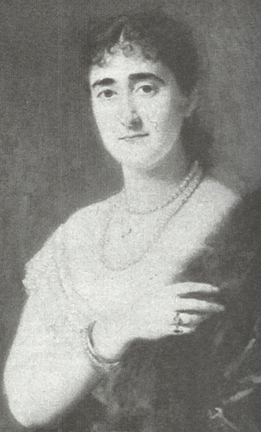
Mathilde van Limburg Stirum omstreeks 1880

Anna Mathilda (Mattie) gravin van Limburg Stirum (Warmond, 24 juli 1854 – Popham (Engeland), 14 mei 1932) is bekend geworden als geliefde van kroonprins Willem, de oudste zoon van koning Willem III. Haar roepnaam voor haar naasten was Mattie. Toestemming voor het huwelijk met de prins werd door de koning persoonlijk onthouden.
Mathilde was een dochter uit het tweede huwelijk van Leopold graaf van Limburg Stirum (1818-1900), heer van Noordwijkerhout, met Julie Marie Barre (1822-1887). Haar vader was een kleinzoon van de beroemde Leopold van Limburg Stirum (1758-1840), een lid van het Driemanschap dat verantwoordelijk was voor de stichting van het Koninkrijk der Nederlanden. Leopold had uit een eerder huwelijk met Adolphine Wilhelmina Anna van der Wyck (1819-1849) al vijf kinderen.
Mathilde en de prins van Oranje leerden elkaar kennen in 1873. In het voorjaar van 1874 poogde de prins toestemming te krijgen van zijn ouders en van de regering voor een huwelijk, maar zowel koning Willem III als koningin Sophie hielden vast aan een huwelijk van de troonopvolger met een koninklijke prinses. Ook de regering stond op dat standpunt, maar de ministers De Vries en Fransen van de Putte wilden wel meewerken toen zij beseften dat de prins geen ander huwelijk zou sluiten. De 33-jarige Willem wilde toch trouwen, desnoods zonder toestemming van zijn ouders. Mathilde, die nog geen twintig was, kreeg ook geen toestemming van haar ouders. De romance eindigde toen Willem overleed in 1879.
Mathilde van Limburg Stirum trouwde uiteindelijk in 1881 met William Charles Reginald van Tuyll van Serooskerken, heer van Coelhorst (1845-1903). Zij werden onder meer de ouders van burgemeester Henri Charles van Tuyll van Serooskerken (1884-1950).